# Езикова гимназия „Гео Милев“ (Добрич)
Езикова гимназия „Гео Милев“ е езикова гимназия в град Добрич, с профили по английски и немски език. Тя се финансира от бюджета на Общински съвет – град Добрич. Разположена е на адрес: улица „Независимост“ № 21. Приемът на ученици се извършва след завършен 7–ми клас.

## История
Гимназията е създадена през 1971 г. Стартира с 4 паралелки с изучаване на немски език. Отначало е част от Първа гимназия и по-късно, през 1973 г., се обособява като самостоятелно училище. Директор и основател на ЕГ „Гео Милев“ е Йордан Парушев, който ръководи до 1990 г. Настоящ директор на гимназията е Миглена Василева.

## Възпитаници
- Антония Първанова (р. 1963), български политик и лекар
- Деница Сачева (р. 1973), български политик[2]
- Илин Димитров (р. 1983), български политик
- Константина Петрова (р. 1992), български икономист и политик
- Ева Кънева – през 2015 г. получава годишната награда най-добър преводач от норвежки език в света, от организация NORLA (Norwegian Literature Abroad). Тя владее на много високо ниво английски, немски, норвежки, шведски и датски език.[3]